# Jalen Brunson
Jalen Marquis Brunson (New Brunswick, 1996. augusztus 31. –) amerikai válogatott kosárlabdázó, a New York Knicks játékosa a National Basketball Associationben (NBA). A Dallas Mavericks a 2018-as drafton a 33. helyen választotta ki és itt is játszotta első négy szezonját. Egyetemen a Villanova játékosa volt, ahol megválasztották az év játékosának az országban és kétszeres bajnok lett.
A 2015-ös McDonald’s All-American-gálán és a Jordan Brand Classic mérkőzéseken is helyet kapott, illetve a Nike Hoop Summit tornán az amerikai válogatott tagja volt. A Stevenson Középiskola tanulójaként állami bajnok lett a csapattal, majd a szezon végén megkapta az Illinois Mr. Kosárlabda díjat. Ő tartja a rekordot a legtöbb szerzett pont rekordját az illinois-i állami bajnokságban és az U18-as Amerika-bajnokságon neki van a legtöbb gólpassza egy mérkőzésen a torna történetében. Az U19-es világbajnokságon elnyerte a legértékesebb játékosnak járó díjat.
Egyetemi pályafutását a 2015–2016-os szezonban kezdte meg, elnyerve a Big East főcsoport év elsőévese díját. Kezdőként játszott, hozzásegítette csapatát a 2016-os NCAA-bajnoki címhez. Másodévesként beválasztották az All-Big East csapatba, majd harmadik szezonjában ismét bajnok lett a csapattal, három év alatt másodjára. Az évad után megválasztották az ország legjobbjának és a 2018-as All-American csapatba is.
Brunson négy évet játszott a Dallas Mavericks színeiben. Azt követően, hogy elérték a nyugati főcsoportdöntőt, Brunson elhagyta a csapatot és a New York Knicks csapatához szerződött 2022-ben. A Knicks játékosaként 2024-ben először NBA All Star lett. Ő tartja a rekordot a legtöbb szerzett hárompontosért egy félidőben hibázás nélkül, nyolccal és beállította a rekordot a legtöbb hárompontosért egy mérkőzésen hibázás nélkül, kilenccel. 2025-ben megkapta a Jerry West-díjat. Apja, Rick Brunson, szintén játszott az NBA-ben.

## Statisztika

### Egyetem
| Év        | Csapat             | JM  | KM  | JP/M | MG%  | 3P%  | BD%  | LP/M | GP/M | L/M | B/M | P/M  |
| --------- | ------------------ | --- | --- | ---- | ---- | ---- | ---- | ---- | ---- | --- | --- | ---- |
| 2015–2016 | Villanova Wildcats | 40  | 39  | 24,0 | .452 | .383 | .774 | 1,8  | 2,5  | 0,7 | 0,0 | 9,6  |
| 2016–2017 | Villanova Wildcats | 36  | 36  | 31,1 | .541 | .378 | .876 | 2,6  | 4,1  | 0,9 | 0,0 | 14,7 |
| 2017–2018 | Villanova Wildcats | 40  | 40  | 31,8 | .521 | .408 | .802 | 3,1  | 4,6  | 0,9 | 0,0 | 18,9 |
| Karrier   | Karrier            | 116 | 115 | 28,9 | .510 | .393 | .820 | 2,5  | 3,7  | 0,8 | 0,0 | 14,4 |

### NBA

#### Alapszakasz
| Év        | Csapat           | JM  | KM  | JP/M | MG%  | 3P%  | BD%  | LP/M | GP/M | L/M | B/M | P/M  |
| --------- | ---------------- | --- | --- | ---- | ---- | ---- | ---- | ---- | ---- | --- | --- | ---- |
| 2018–2019 | Dallas Mavericks | 73  | 38  | 21,8 | .467 | .348 | .725 | 2,3  | 3,2  | 0,5 | 0,1 | 9,3  |
| 2019–2020 | Dallas Mavericks | 57  | 16  | 17,9 | .466 | .358 | .813 | 2,4  | 3,3  | 0,4 | 0,1 | 8,2  |
| 2020–2021 | Dallas Mavericks | 68  | 12  | 25,0 | .523 | .405 | .795 | 3,4  | 3,5  | 0,5 | 0,0 | 12,6 |
| 2021–2022 | Dallas Mavericks | 79  | 61  | 31,9 | .502 | .373 | .840 | 3,9  | 4,8  | 0,8 | 0,0 | 16,3 |
| 2022–2023 | New York Knicks  | 68  | 68  | 35,0 | .491 | .416 | .829 | 3,5  | 6,2  | 0,9 | 0,2 | 24,0 |
| 2023–2024 | New York Knicks  | 77  | 77  | 35,0 | .479 | .401 | .847 | 3,6  | 6,7  | 0,9 | 0,2 | 28,7 |
| 2024–2025 | New York Knicks  | 65  | 65  | 35,4 | .488 | .383 | .821 | 2,9  | 7,3  | 0,9 | 0,1 | 26,0 |
| Karrier   | Karrier          | 487 | 337 | 29,2 | .489 | .389 | .823 | 3,2  | 5,0  | 0,7 | 0,1 | 18,1 |
| All-Star  | All-Star         | 1   | 0   | 17,3 | .417 | .222 | —    | 4,0  | 5,0  | 1,0 | 0,0 | 12,0 |

#### Rájátszás
| Év      | Csapat           | JM | KM | JP/M | MG%  | 3P%  | BD%  | LP/M | GP/M | L/M | B/M | P/M  |
| ------- | ---------------- | -- | -- | ---- | ---- | ---- | ---- | ---- | ---- | --- | --- | ---- |
| 2021    | Dallas Mavericks | 7  | 0  | 16,3 | .455 | .462 | .749 | 2,6  | 1,4  | 0,0 | 0,0 | 8,0  |
| 2022    | Dallas Mavericks | 18 | 18 | 34,9 | .466 | .347 | .800 | 4,6  | 3,7  | 0,8 | 0,1 | 21,6 |
| 2023    | New York Knicks  | 11 | 11 | 40,3 | .474 | .325 | .912 | 4,9  | 5,6  | 1,5 | 0,1 | 27,8 |
| 2024    | New York Knicks  | 13 | 13 | 39,8 | .444 | .310 | .775 | 3,3  | 7,5  | 0,8 | 0,2 | 32,4 |
| Karrier | Karrier          | 49 | 42 | 34,8 | .459 | .333 | .814 | 4,0  | 4,8  | 0,8 | 0,1 | 23,9 |